# Béraut
Béraut är en kommun i departementet Gers i regionen Occitanien i sydvästra Frankrike. Kommunen ligger i kantonen Condom som tillhör arrondissementet Condom. År 2022 hade Béraut 296 invånare.

## Befolkningsutveckling
Antalet invånare i kommunen Béraut
Referens:INSEE